# Parapotamon engelhardti
Parapotamon engelhardti är en kräftdjursart. Parapotamon engelhardti ingår i släktet Parapotamon och familjen Potamidae. Inga underarter finns listade i Catalogue of Life.